# Ctirad Ovčačík
Ctirad Ovčačík (* 18. října 1984, Ostrava) je český hokejový obránce. Je odchovancem klubu HC Vítkovice. Extraligu mužů však dlouho hrál v Bílí Tygři Liberec. V současné době působí v klubu HC RT Torax Poruba.

## Hráčská kariéra
- 1999-2000 HC Vítkovice – dor. (E)
- 2000-2001 HC Vítkovice – jun. (E), HC Vítkovice – dor. (E)
- 2001-2002 HC Vítkovice – jun. (E)
- 2002-2003 Bílí Tygři Liberec (E), HC Vítkovice – jun. (E), Bílí Tygři Liberec – jun. (E),
- 2003-2004 Bílí Tygři Liberec (E), HC Berounští Medvědi (1. liga)
- 2004-2005 Bílí Tygři Liberec (E), HC Berounští Medvědi (1. liga)
- 2005-2006 Bílí Tygři Liberec (E), HC Berounští Medvědi (1. liga)
- 2006-2007 Bílí Tygři Liberec (E), HC Vítkovice (E), HC Havířov Panthers (1. liga)
- 2007-2008 HC Vítkovice (E), HC VOKD Poruba (1. liga)
- 2008-2009 HC Vítkovice (E), HC VOKD Poruba (1. liga)
- 2009-2010 HC Kometa Brno (E)
- 2010-2011 HC Vítkovice (E)
- 2011-2012 HC Vítkovice (E)
- 2012-2013 HC Oceláři Třinec
- 2013-2014 HC Olomouc, BK Mladá Boleslav
- 2014-2015 BK Mladá Boleslav
- 2015-2016 BK Mladá Boleslav
- 2016-2017 HC Dynamo Pardubice
- 2017-2018 HC Frýdek-Místek, HC Košice (Slovensko)
- 2018-2019 HC RT Torax Poruba